# Hofej
Hofej (kínaiul: 合肥)) prefektúra szintű nagyváros Kínában, Anhuj tartomány székhelye és legnagyobb városa.
A tartomány politikai, gazdasági és kulturális központja. Gazdasági életét a nehézipar határozza meg: acélt, alumíniumot, gépeket gyártanak. Lakosainak száma 9 369 881 fő (2020).

## Népesség
A település népességének változása:

| 2010 | 7 457 027 |
| 2020 | 9 369 881 |

## Közlekedés

### Helyi közlekedés
A városban metró is működik.

## Fordítás
- Ez a szócikk részben vagy egészben  a   Hefei című angol Wikipédia-szócikk fordításán alapul.  Az eredeti cikk szerkesztőit annak laptörténete sorolja fel. Ez a jelzés csupán a megfogalmazás eredetét és a szerzői jogokat jelzi, nem szolgál a cikkben szereplő információk forrásmegjelöléseként.